# Mbrimbo
Mbrimbo est une localité rurale au centre de la Côte d'Ivoire près de Tiassalé dans la région de l'Agnéby-Tiassa. La locallité de Mbrimbo est administrativement rattachée au département de Tiassalé,.